# ジョン・ミリアス
ジョン・ミリアス（John Milius, 1944年4月11日 - ）は、アメリカ合衆国の映画監督・脚本家。

## 人物
南カリフォルニア大学の映画学科で学び、1973年に『デリンジャー』で監督デビュー。アメリカン・ニューシネマ文化の底流を引き継いだ叙事詩的かつアクション性を採り入れた大作が多い。また『ダーティハリー』（ノンクレジット）、『地獄の黙示録』の脚本を手掛け、『地獄の黙示録』ではアカデミー脚色賞にノミネートされた。ノンクレジットの共同脚本には、チャック・ノリス主演の『テキサスSWAT』がある。
熱烈な反共主義者としても有名で、自身の作品にそれが色濃く反映される事がある。

## 主な作品

### 映画
- ダーク・ファイター8 The Devil's 8 (1968) 脚本
- ダーティハリー Dirty Harry (1971) 脚本（クレジットなし）
- キャプテン・アメリカ Evel Knievel (1971) 脚本
- 大いなる勇者 Jeremiah Johnson (1972) 脚本
- ロイ・ビーン The Life and Times of Judge Roy Bean (1972) 脚本
- ダーティハリー2 Magnum Force (1973) 脚本
- デリンジャー Dillinger (1973) 監督・脚本
- 風とライオン The Wind and the Lion (1975) 監督・脚本
- ビッグ・ウェンズデー Big Wednesday (1978) 監督・脚本
- 地獄の黙示録 Apocalypse Now (1979) 脚本
- ハードコアの夜 Hardcore (1979) 製作総指揮
- 1941 1941 (1979) 原案・製作総指揮
- ユーズド・カー Used Cars (1980) 製作総指揮
- コナン・ザ・グレート Conan the Barbarian (1982) 監督・脚本
- 地獄の7人 Uncommon Valor (1983) 製作
- 若き勇者たち Red Dawn (1984) 監督・脚本
- ダブルボーダー Extreme Prejudice (1987) 原案
- 戦場 Farewell to the King (1989) 監督・脚本
- イントルーダー 怒りの翼 Flight of the Intruder (1990) 監督
- ジェロニモ Geronimo: An American Legend (1993) 原案・脚本
- 今そこにある危機 Clear and Present Danger (1994) 脚本
- Rough Riders (1997) テレビ映画、監督・脚本
- レッド・ドーン Red Dawn (2012) オリジナル脚本

### テレビシリーズ
- 特捜刑事マイアミ・バイス Miami Vice (1986)  1エピソードの脚本(ペンネーム「ウォルター・カーツ」を使用)
- ROME［ローマ］ Rome (2005-2007) 製作総指揮・共同脚本

### コンピュータゲーム
- メダル・オブ・オナー ヨーロッパ強襲 Medal of Honor: European Assault (2005) 脚本
- ホームフロント Homefront (2011) 脚本